# غونزالو سوريانو
غونزالو سوريانو (بالإسبانية: Gonzalo Soriano)‏ هو عازف بيانو إسباني، ولد في 1913 في مدريد في إسبانيا، وتوفي بنفس المكان في 1972.

## وصلات خارجية
- غونزالو سوريانو على موقع ميوزك برينز (الإنجليزية)
- غونزالو سوريانو على موقع أول ميوزيك (الإنجليزية)
- غونزالو سوريانو على موقع ديسكوغز (الإنجليزية)